# Bagac
Bagac es un municipio de Tercera Clase de la provincia en Bataán, Filipinas. De acuerdo con el censo del 2000, tiene una población de 24.202 en 4,553 hogares. El alcalde es Ramil del Rosario.

## Barangays
Bagac está políticamente subdividido en 14 barangays.
| - Bagumbayan (Pob.) - Banawang - Binuangan - Binukawan - Ibaba - Ibis - Pag-asa (Wawa-Sibacan) | - Parang - Paysawan - Quinawan - San Antonio - Saysain - Tabing-Ilog (Pob.) - Atilano L. Ricardo |

## Lugares de interés
- Torre de la amistad de Bagac. Es una torre de 27 metros de alto que consiste en tres pilares conectados el uno al otro por anillos y está situada en el área central del municipio. La torre fue erigida por Risshō Kōsei Kai, una organización japonés budista, como muestra de la amistad entre Japón y las Filipinas después de los acontecimientos de la Segunda Guerra Mundial. La torre fue inaugurada el 8 de abril de 1975.[2]